# اوتیوم
اوتیوم (به فرانسوی: Authume) یک کمون در فرانسه است که در canton of Rochefort-sur-Nenon واقع شده‌است. اوتیوم ۷٫۵۲ کیلومتر مربع مساحت دارد.